# PGL Major: Kopenhagen 2024

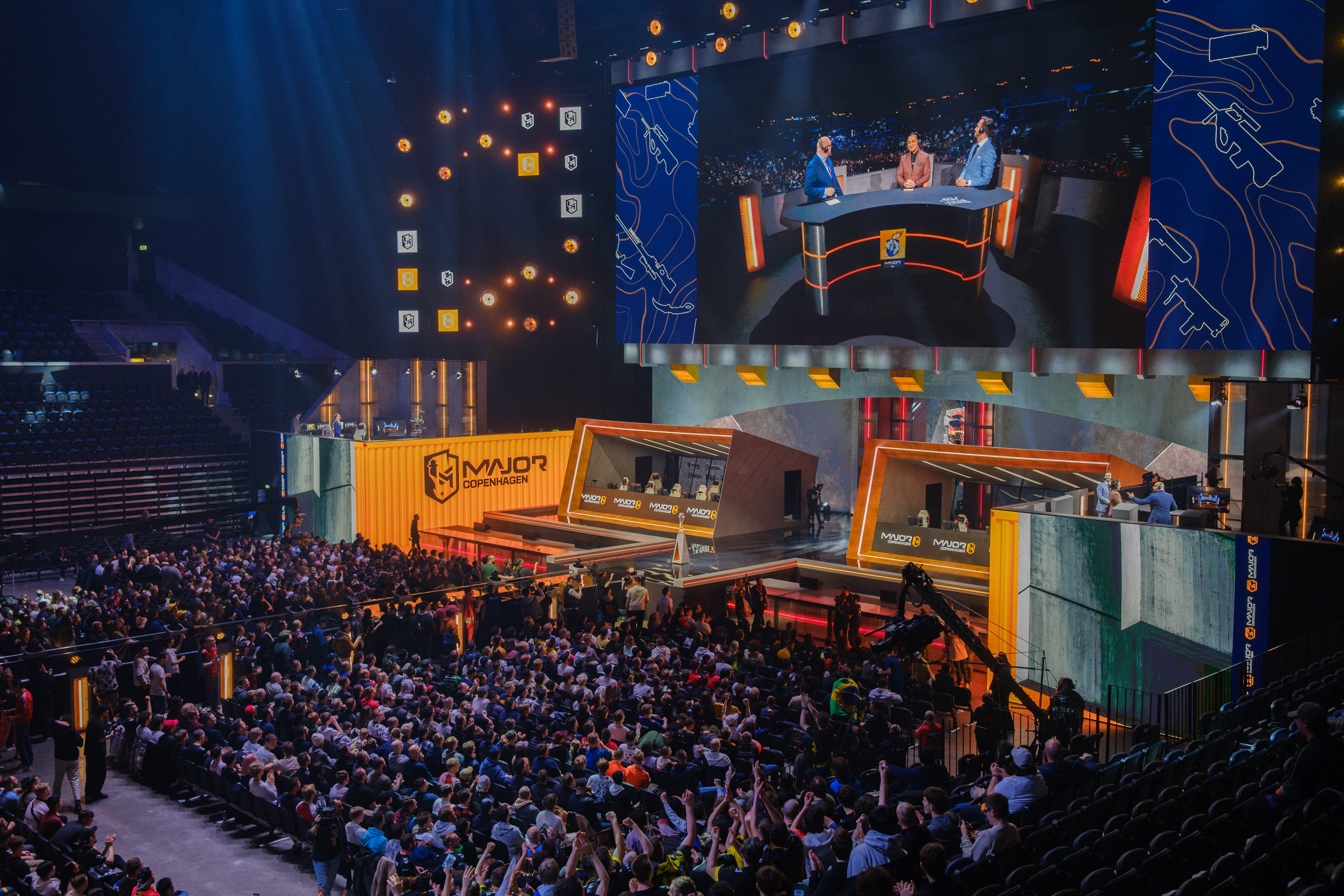
Bühne des PGL Major Kopenhagen 2024

Das PGL Major: Kopenhagen 2024 war das erste Major-Turnier in der E-Sport-Disziplin Counter-Strike 2 und das 20. Major insgesamt. Es war das erste Major-Turnier (CS:GO & CS2) in Dänemark. Das Turnier wurde vom 17. bis zum 31. März 2024 in Kopenhagen ausgetragen. Die finalen Playoffs fanden in der Royal Arena statt. Das Preisgeld des Turniers betrug 1,25 Millionen US-Dollar. Der französische Titelverteidiger Team Vitality schied im Halbfinale gegen das Team FaZe Clan aus. Natus Vincere gewann das Turnier und sicherte sich somit seinen ersten Major-Titel seit dem PGL Major: Stockholm 2021.

## Neuerungen
Im Vergleich zum letzten Major in Paris, welches noch auf dem Vorgänger Counter-Strike: Global Offensive ausgetragen wurde, änderte Valve den Qualifikationsprozess und einige andere Details ab. Während zuvor allein die RMR-Turniere (Regional Major Ranking) im Vorfeld eines Majors darüber bestimmt haben, in welcher Phase des Majors die jeweiligen Teams einsteigen und auch für das Seeding während des Turniers verantwortlich waren, dienten die RMR-Turniere fortan nur noch zur Qualifikation, ganz ohne weitere Einschränkungen bezüglich Seeding oder Turniereinstieg. Diese werden ab sofort von der jeweiligen Position des Teams auf der von Valve aktualisierten regionalen Liste bestimmt.
Die ehemaligen Turnierabschnitte Challengers-Stage, Legends-Stage und Champions-Stage werden umbenannt in Opening-Stage, Elimination-Stage und Playoffs. Entgegen der irreführenden Bezeichnungen können Teams in jeder Phase des Turniers ausscheiden. Die Einteilung der Teams in die drei Kategorien Contender, Challenger und Legends entfiel gänzlich. Weiterhin durften die "besten" acht Teams aus der Qualifikation die erste Phase des Turniers überspringen.

## Qualifikation
Die Qualifikation diente der Auswahl der 24 teilnahmeberechtigten Teams. Die Qualifikation lief über RMR-Turniere (Regional Major Ranking), sodass jeweils nur Teams derselben Region die Startplätze untereinander ausspielten. Die RMR-Turniere fanden vom 14. Februar bis zum 4. März 2024 statt. Das letztendliche Seeding der Teams war nicht an die Ergebnisse der RMR-Turniere geknüpft, sondern hing an der jeweiligen Position des Teams auf der regionalen Liste.

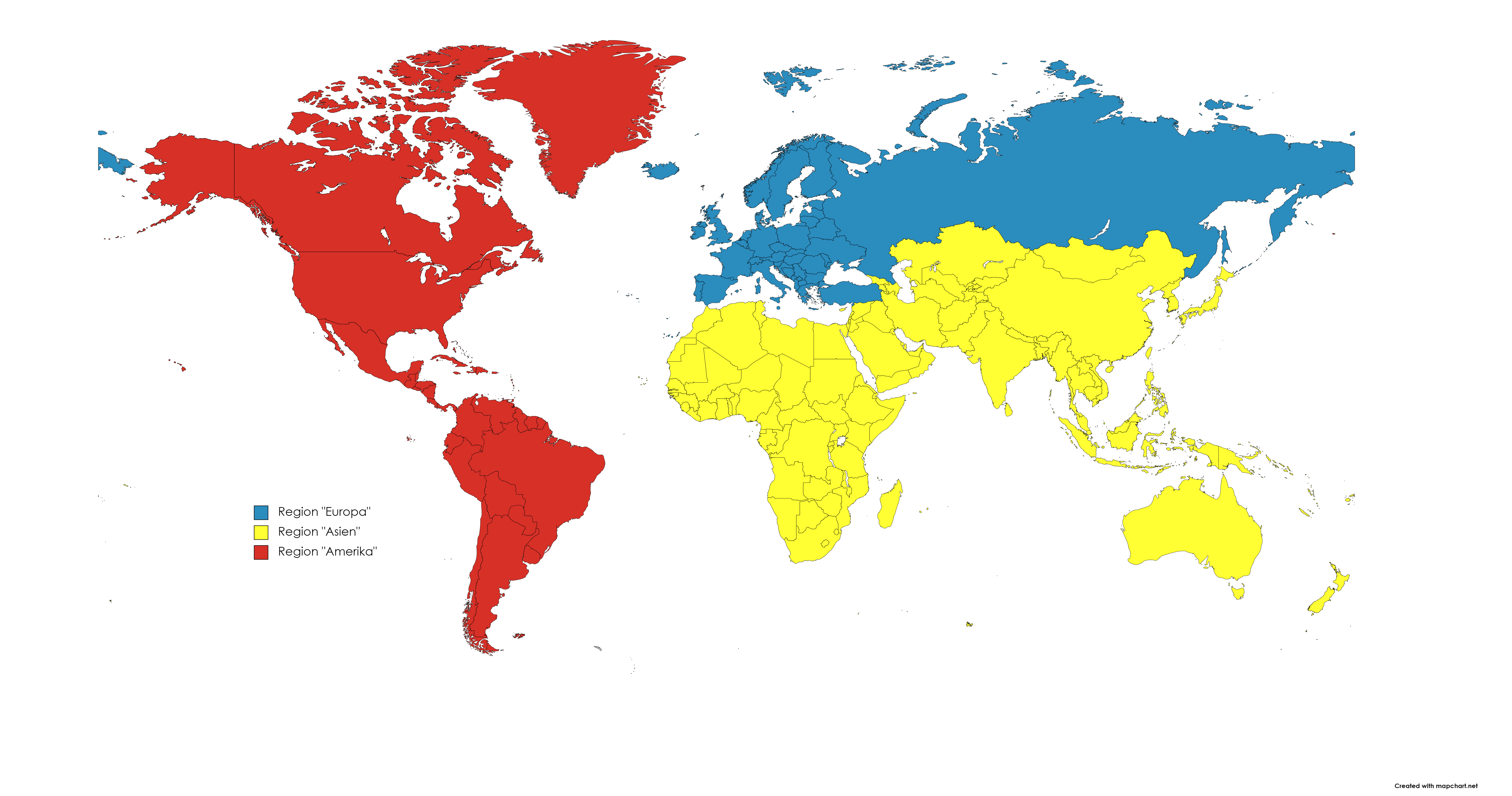
Geographische Zuordnung der drei Regionen.

Es ergab sich folgende Verteilung der Qualifikationsplätze auf die Regionen. Festgelegt wurde diese Verteilung durch das Abschneiden der Regionen auf dem letzten Major.
| Region  | Qualifikation für Elimination-Stage | Qualifikation für Opening-Stage | {\displaystyle \sum } |
| ------- | ----------------------------------- | ------------------------------- | --------------------- |
| Europa  | 7                                   | 10                              | 17 Teams              |
| Amerika | 1                                   | 4                               | 5 Teams               |
| Asien   | -                                   | 2                               | 2 Teams               |

### Qualifizierte Teams
Die nachfolgenden Teams haben sich über die RMR-Turniere für das Major qualifiziert.
| RMR Europa A - Virtus.pro - G2 Esports - Natus Vincere - FaZe Clan - KOI - SAW - AMKAL - Eternal Fire | RMR Europa B - MOUZ - Cloud 9 - Team Spirit - Team Vitality - Apeks - Heroic - ECSTATIC - ENCE | RMR Europa Last Chance - 9 Pandas (zg.) Info - GamerLegion | RMR Asien - TheMongolz - Lynn Vision | RMR Amerika - FURIA Esports - Imperial Esports - CompLexity - Legacy - paiN |

## Modus
Das Turnier ist in drei Abschnitte gegliedert: Die ersten beiden Abschnitte Opening-Stage und Elimination-Stage werden im Schweizer System ausgetragen. An ihnen nehmen jeweils 16 Teams teil. Die genauen Begegnungen werden anhand der Buchholz-Koeffizienten der jeweiligen Teams bestimmt. Drei Siege berechtigen zum Einzug in die nächste Runde, nach drei Niederlagen scheidet ein Team aus. Um die Dauer dieser Abschnitte nicht unnötig zu erhöhen, werden nur Entscheidungsspiele im Best-of-3 ausgetragen, d. h. nur die Spiele, in denen über Weiterkommen oder Ausscheiden entschieden wird. Alle anderen Spiele sind Best-of-1. Die finalen Playoffs werden im K.-o.-System ausgespielt. In diesem Turnierabschnitt werden alle Spiele im Best-of-3 ausgetragen.

### Veto-System und Maps
Durch ein Veto-System haben Teams die Möglichkeit, die zu spielenden Maps bedingt zu bestimmen. Im Best-of-1 bannen die Teams abwechselnd Maps, bis nur noch eine übrig bleibt.
Im Best-of-3 bannen beide Teams jeweils eine Map und wählen danach jeweils eine Map, die auf jeden Fall gespielt wird. Das jeweils andere Team bekommt die Seitenwahl auf dieser Map zugeteilt. Danach bannen beide Teams jeweils wieder eine Map, sodass nur noch eine Entscheidungskarte übrigbleibt.
Gespielt wird ausschließlich auf den Maps der Active Duty-Gruppe (dt. aktiver Dienst). Diese umfasst zurzeit folgende sieben Maps: Anubis, Mirage, Inferno, Overpass, Vertigo, Nuke, Ancient.

## Opening-Stage
Die Opening-Stage begann am 17. März und endete am 20. März mit acht für die Elimination-Stage qualifizierten Teams.

### Teilnehmer
Acht Plätze wurden auf Grundlage der Plätze 9 bis 16 auf dem BLAST.tv Major: Paris 2023 vergeben. Dort schieden 7 Teams aus Europa und ein Amerika zugeordnetes Team in der Legends-Stage aus. Die weiteren acht Plätze wurden auf Qualifikanten aus allen Regionen verteilt, wobei den Regionen Europa und Amerika drei und der Region Asien zwei Qualifikationsplätze zustanden.
Die folgenden 16 Teams nahmen an der Opening-Stage teil:
| - Europa: - KOI - SAW - AMKAL - Eternal Fire - Cloud 9 - Apeks - Heroic - ECSTATIC - ENCE - GamerLegion | - Amerika: - FURIA Esports - Imperial Esports - Legacy - paiN - Asien: - TheMongolz - Lynn Vision |

### Rundenergebnisse
In dieser Stage wurden fünf Runden gespielt, die insgesamt 33 Spiele umfassten.

#### Runde 1
|               | Ergebnis |                  | S-N |
| ------------- | -------- | ---------------- | --- |
| Cloud 9       | 13:10    | ECSTATIC         | 0-0 |
| Eternal Fire  | 13:06    | TheMongolz       | 0-0 |
| ENCE          | 19:22    | Imperial Esports | 0-0 |
| Apeks         | 08:13    | paiN             | 0-0 |
| Heroic        | 13:05    | Lynn Vision      | 0-0 |
| GamerLegion   | 13:08    | AMKAL            | 0-0 |
| SAW           | 13:04    | KOI              | 0-0 |
| FURIA Esports | 13:16    | Legacy           | 0-0 |

#### Runde 2
|               | Ergebnis |                  | S-N |
| ------------- | -------- | ---------------- | --- |
| Eternal Fire  | 13:02    | paiN             | 1-0 |
| Heroic        | 16:14    | Imperial Esports | 1-0 |
| Cloud 9       | 13:10    | Legacy           | 1-0 |
| GamerLegion   | 09:13    | SAW              | 1-0 |
| ECSTATIC      | 13:10    | TheMongolz       | 0-1 |
| Apeks         | 16:13    | AMKAL            | 0-1 |
| ENCE          | 16:12    | KOI              | 0-1 |
| FURIA Esports | 09:13    | Lynn Vision      | 0-1 |

#### Runde 3
|                  | Ergebnis        |               | S-N |
| ---------------- | --------------- | ------------- | --- |
| Heroic           | 16:14 13:07     | Eternal Fire  | 2-0 |
| Cloud 9          | 19:17 13:09     | SAW           | 2-0 |
| Imperial Esports | 13:07           | Apeks         | 1-1 |
| paiN             | 13:03           | ENCE          | 1-1 |
| GamerLegion      | 13:04           | Legacy        | 1-1 |
| ECSTATIC         | 13:08           | Lynn Vision   | 1-1 |
| TheMongolz       | 13:02 08:13 :10 | AMKAL         | 0-2 |
| KOI              | 06:13 09:13     | FURIA Esports | 0-2 |

#### Runde 4
|              | Ergebnis        |                  | S-N |
| ------------ | --------------- | ---------------- | --- |
| Eternal Fire | 04:13 :02 13:11 | GamerLegion      | 2-1 |
| SAW          | 10:13 07:13     | paiN             | 2-1 |
| ECSTATIC     | 13:04 10:13 :09 | Imperial Esports | 2-1 |
| Lynn Vision  | 08:13 06:13     | TheMongolz       | 1-2 |
| Legacy       | 13:07 13:07     | Apeks            | 1-2 |
| ENCE         | 08:13 09:13     | FURIA Esports    | 1-2 |

#### Runde 5
|                  | Ergebnis        |               | S-N |
| ---------------- | --------------- | ------------- | --- |
| Legacy           | 09:13 06:13     | TheMongolz    | 2-2 |
| Imperial Esports | 12:13 :06 13:05 | GamerLegion   | 2-2 |
| SAW              | 07:13 07:13     | FURIA Esports | 2-2 |

## Elimination-Stage
Die Elimination-Stage begann am 21. März und endete am 24. März mit acht für die Playoffs qualifizierten Teams.

### Teilnehmer
Acht Plätze wurden auf Grundlage der Plätze 1 bis 8 auf dem BLAST.tv Major: Paris 2023 vergeben. Diese erreichten 7 Teams aus Europa und ein Team aus Amerika. Weitere Acht qualifizierten sich über die vorangegangene Opening-Stage.
| Direkt für diese Stage qualifizierte Teams: - Europa: - Virtus.pro - G2 Esports - Natus Vincere - FaZe Clan - MOUZ - Team Spirit - Team Vitality - Amerika: - CompLexity | Die besten 8 Teams der Opening-Stage: - Heroic - Cloud 9 - Eternal Fire - ECSTATIC - paiN - Imperial Esports - TheMongolz - FURIA Esports |

### Rundenergebnisse
In dieser Stage wurden fünf Runden gespielt, die insgesamt 33 Spiele umfassten.

#### Runde 1
|               | Ergebnis |                  | S-N |
| ------------- | -------- | ---------------- | --- |
| Natus Vincere | 13:10    | TheMongolz       | 0-0 |
| MOUZ          | 13:11    | ECSTATIC         | 0-0 |
| Virtus.pro    | 06:13    | Imperial Esports | 0-0 |
| Team Vitality | 10:13    | Eternal Fire     | 0-0 |
| CompLexity    | 13:09    | paiN             | 0-0 |
| FaZe Clan     | 10:13    | Heroic           | 0-0 |
| G2 Esports    | 13:03    | FURIA Esports    | 0-0 |
| Team Spirit   | 13:07    | Cloud 9          | 0-0 |

#### Runde 2
|               | Ergebnis |                  | S-N |
| ------------- | -------- | ---------------- | --- |
| Team Spirit   | 13:02    | Imperial Esports | 1-0 |
| MOUZ          | 13:11    | Eternal Fire     | 1-0 |
| CompLexity    | 19:17    | Heroic           | 1-0 |
| Natus Vincere | 13:11    | G2 Esports       | 1-0 |
| FaZe Clan     | 13:07    | FURIA Esports    | 0-1 |
| Team Vitality | 13:09    | TheMongolz       | 0-1 |
| Virtus.pro    | 13:09    | paiN             | 0-1 |
| Cloud 9       | 13:03    | ECSTATIC         | 0-1 |

#### Runde 3
|               | Ergebnis          |                  | S-N |
| ------------- | ----------------- | ---------------- | --- |
| Team Spirit   | 13:16 13:09 13:07 | Natus Vincere    | 2-0 |
| MOUZ          | 13:01 13:02       | CompLexity       | 2-0 |
| Virtus.pro    | 13:06             | Heroic           | 1-1 |
| FaZe Clan     | 01:13             | Eternal Fire     | 1-1 |
| Team Vitality | 13:09             | Imperial Esports | 1-1 |
| G2 Esports    | 09:13             | Cloud 9          | 1-1 |
| ECSTATIC      | 13:07 14:16 13:07 | FURIA Esports    | 0-2 |
| paiN          | 09:13 :10 22:19   | TheMongolz       | 0-2 |

#### Runde 4
|               | Ergebnis          |                  | S-N |
| ------------- | ----------------- | ---------------- | --- |
| Virtus.pro    | 13:06 06:13 07:13 | Eternal Fire     | 2-1 |
| Team Vitality | 19:16 07:13 :10   | CompLexity       | 2-1 |
| Natus Vincere | 16:14 06:13 02:13 | Cloud 9          | 2-1 |
| FaZe Clan     | 13:08 08:13 :08   | Imperial Esports | 1-2 |
| paiN          | 13:06 13:09       | Heroic           | 1-2 |
| ECSTATIC      | 07:13 :11 08:13   | G2 Esports       | 1-2 |

#### Runde 5
|               | Ergebnis          |            | S-N |
| ------------- | ----------------- | ---------- | --- |
| FaZe Clan     | 13:06 13:06       | CompLexity | 2-2 |
| Virtus.pro    | 16:14 11:13 06:13 | G2 Esports | 2-2 |
| Natus Vincere | 13:10 13:09       | paiN       | 2-2 |

## Playoffs
Die besten acht Teilnehmer der vorangegangenen Elimination-Stage qualifizierten sich für den letzten Turnierabschnitt und spielen in der Royal Arena vor Zuschauern. In dieser Stage ist jedes Spiel ein K.-o.-Spiel, verlierende Teams scheiden sofort und endgültig aus. Die Playoffs begannen am 28. März und endeten am 31. März.
|  | Viertelfinale     | Viertelfinale     | Viertelfinale | Viertelfinale | Viertelfinale |                   |                   | Halbfinale | Halbfinale | Halbfinale | Halbfinale | Halbfinale |  |  | Finale | Finale | Finale | Finale | Finale |
|  |                   |                   |               |               |               |                   |                   |            |            |            |            |            |  |  |        |        |        |        |        |
|  | Russland          | Team Spirit       | 7             | 19            | 14            |                   |                   |            |            |            |            |            |  |  |        |        |        |        |        |
|  | Europaische Union | FaZe Clan         | 13            | 16            | 16            |                   |                   |            |            |            |            |            |  |  |        |        |        |        |        |
|  | Europaische Union | FaZe Clan         | 13            | 16            | 16            | Europaische Union | FaZe Clan         | 13         | 5          | 13         |            |            |  |  |        |        |        |        |        |
|  |                   |                   |               |               |               | Europaische Union | FaZe Clan         | 13         | 5          | 13         |            |            |  |  |        |        |        |        |        |
|  |                   | Europaische Union | Team Vitality | 7             | 13            | 8                 |                   |            |            |            |            |            |  |  |        |        |        |        |        |
|  | Russland          | Europaische Union | Team Vitality | 7             | 13            | 8                 | Cloud 9           | 8          | 2          | -          |            |            |  |  |        |        |        |        |        |
|  | Russland          |                   |               |               |               |                   | Cloud 9           | 8          | 2          | -          |            |            |  |  |        |        |        |        |        |
|  | Europaische Union | Team Vitality     | 13            | 13            | -             |                   |                   |            |            |            |            |            |  |  |        |        |        |        |        |
|  |                   |                   |               |               |               |                   | Europaische Union | FaZe Clan  | 9          | 13         | 3          |            |  |  |        |        |        |        |        |
|  |                   | Europaische Union | Natus Vincere | 13            | 2             | 13                |                   |            |            |            |            |            |  |  |        |        |        |        |        |
|  | Europaische Union | MOUZ              | 9             | 6             | -             |                   |                   |            |            |            |            |            |  |  |        |        |        |        |        |
|  | Europaische Union | G2 Esports        | 13            | 13            | -             |                   |                   |            |            |            |            |            |  |  |        |        |        |        |        |
|  | Europaische Union | G2 Esports        | 13            | 13            | -             | Europaische Union | G2 Esports        | 13         | 13         | 11         |            |            |  |  |        |        |        |        |        |
|  |                   |                   |               |               |               | Europaische Union | G2 Esports        | 13         | 13         | 11         |            |            |  |  |        |        |        |        |        |
|  |                   | Europaische Union | Natus Vincere | 16            | 7             | 13                |                   |            |            |            |            |            |  |  |        |        |        |        |        |
|  | Turkei            | Europaische Union | Natus Vincere | 16            | 7             | 13                | Eternal Fire      | 13         | 9          | -          |            |            |  |  |        |        |        |        |        |
|  | Turkei            |                   |               |               |               |                   | Eternal Fire      | 13         | 9          | -          |            |            |  |  |        |        |        |        |        |
|  | Europaische Union | Natus Vincere     | 16            | 13            | -             |                   |                   |            |            |            |            |            |  |  |        |        |        |        |        |

## Preisgeldverteilung
Die Preisgeldverteilung war identisch zu der des vorherigen Majors. Insgesamt wurden 1,25 Millionen US-Dollar ausgeschüttet. Dabei ging kein qualifiziertes Team ohne Preisgeld aus.
| Platz     | Team                                                                                 | Preisgeld (in US-Dollar) |
| --------- | ------------------------------------------------------------------------------------ | ------------------------ |
| 1.        | Natus Vincere                                                                        | 500.000                  |
| 2.        | FaZe Clan                                                                            | 170.000                  |
| 3. – 4.   | G2 Esports Team Vitality                                                             | 80.000                   |
| 5. – 8.   | MOUZ Eternal Fire Team Spirit Cloud 9                                                | 45.000                   |
| 9. – 16.  | paiN Virtus.pro CompLexity Heroic Imperial Esports ECSTATIC TheMongolz FURIA Esports | 20.000                   |
| 17. – 24. | KOI SAW AMKAL Apeks ENCE GamerLegion Legacy Lynn Vision                              | 10.000                   |